# Гор (провинция)
Вижте пояснителната страница за други значения на Гор.
Гор е провинция в централен Афганистан с площ 36 479 км² и население 485 000 души (2002). Административен център е град Чагчаран.

## Административно деление
Провинцията се поделя на 7 общини.